# زابرزی-رتشیتسه
زابرزی-رتشیتسه (به چکی: Zábřezí-Řečice) یک منطقهٔ مسکونی در جمهوری چک است که در شهرستان تروتنوف واقع شده‌است.